# Opalia crenata
Opalia crenata är en snäckart som först beskrevs av Carl von Linné 1758.  Opalia crenata ingår i släktet Opalia och familjen vindeltrappsnäckor. Inga underarter finns listade i Catalogue of Life.